# Alsószecse
Alsószecse (1899-ig Nagy-Szecse, szlovákul Dolná Seč) község Szlovákiában, a Nyitrai kerület Lévai járásában.

## Fekvése
Lévától 6 km-re délnyugatra, a Garam bal partján fekszik.

## Története
A falut 1310-ben „Zedche", „Zeche" alakban említik először. 1325-ben „Zecche", 1355-ben „Zedcheet altera Zedche" néven tűnik fel az írott forrásokban. Kezdetben helyi nemesek birtoka, majd 1534-től a lévai váruradalomhoz tartozott. 1601-ben 52 háza volt. 1720-ban 21 adózót számláltak a faluban.
A 18. század végén Vályi András így ír róla: „Kis Szecse, Nagy Szecse. Két Magyar falu Bars Várm. földes Urai H. Eszterházy, és B. Hunyady Uraságok, lakosaik katolikusok, ez fekszik Nagy Kalnának, amaz pedig Alsó Váradnak szomszédságában, és azoknak filiájik; határbéli földgyeik jól termők."
1828-ban 77 házában 514 lakos élt. Lakói mezőgazdasággal foglalkoztak. A 18. században az Eszterházyak ménest alapítottak itt.
A 19. század közepén Fényes Elek eképpen írja le: „Szecse (Nagy), magyar falu, Bács vmegyében, a Garan mellett az esztergomi országutban, 52 kath., 385 ref., 13 evang. lak. Ref. anyatemplom. Földe, rétje termékeny; legelője tágas; erdeje is van. F. u. h. Eszterházy."
Borovszky monográfiasorozatának Bars vármegyét tárgyaló része szerint: „Nagyszecse, garammenti magyar kisközség, 610 ev. ref. vallású lakossal. A XIII. században Bors ispán utódai a birtokosai. 1355-ben a két Zeche egy becsülevélben szerepel. 1395-ben a Zechei és a Váradi családok tiltakoznak Lévai Péter igénye ellen. 1401-ben János esztergomi érsek foglalja el. 1506-ban azután már a Lévaiak és a Váradiak zavartalan birtoklásában találjuk és ettől fogva a lévai vár uraival változnak e község urai is, míg a XVIII. században az Eszterházyak kezébe kerül. Az Eszterházy-féle uradalomnak itt akkoriban híres lótenyésztése volt. Ev. ref. temploma 1800-ban épült. A község postája, távirója és vasúti állomása Alsóvárad. Nagy-Szecsén született 1802-ben Pólya József, a Magy. Tud. Akadémia tagja."
A trianoni diktátumig Bars vármegye Lévai járásához tartozott, ezután a csehszlovák állam része lett. 1938 és 1944 decembere között újra Magyarország része volt. A háború után magyar lakóit nagyrészt áttelepítették Magyarországra, a helyükre ottani szlovákok érkeztek.

## Népessége
| Év:            | 1994. | 2004.   | 2014.   | 2024.    |
| -------------- | ----- | ------- | ------- | -------- |
| Emberek száma: | 420   | 446     | 454     | 566      |
| Eltérés:       |       | +6,19 % | +1,79 % | +24,66 % |

| Év:            | 2023. | 2024.   |
| -------------- | ----- | ------- |
| Emberek száma: | 558   | 566     |
| Eltérés:       |       | +1,43 % |

1880-ban 581 lakosából 552 magyar, 4 német és 10 szlovák anyanyelvű volt. Ebből 507 református, 54 római katolikus, 15 izraelita, 2 evangélikus és 3 egyéb vallású volt.
1910-ben 596 lakosából 552 magyar, 21 szlovák és 23 egyéb anyanyelvű volt.
2001-ben 426 lakosából 364 szlovák és 32 magyar nemzetiségű volt.
2011-ben 417 lakosából 366 szlovák és 38 magyar volt.
2021-ben 525 lakosából 27 (+4) magyar, 6 (+30) cigány, 463 (+6) szlovák, 5 (+6) egyéb és 24 ismeretlen nemzetiségű volt.

## Neves személyek
- Itt született 1896-ban Antal Gyula lévai református lelkész, 1932-1938 között lévai polgármester.
- Itt született 1906-ban Veres Vilmos autodidakta paraszt író.

## Nevezetességei

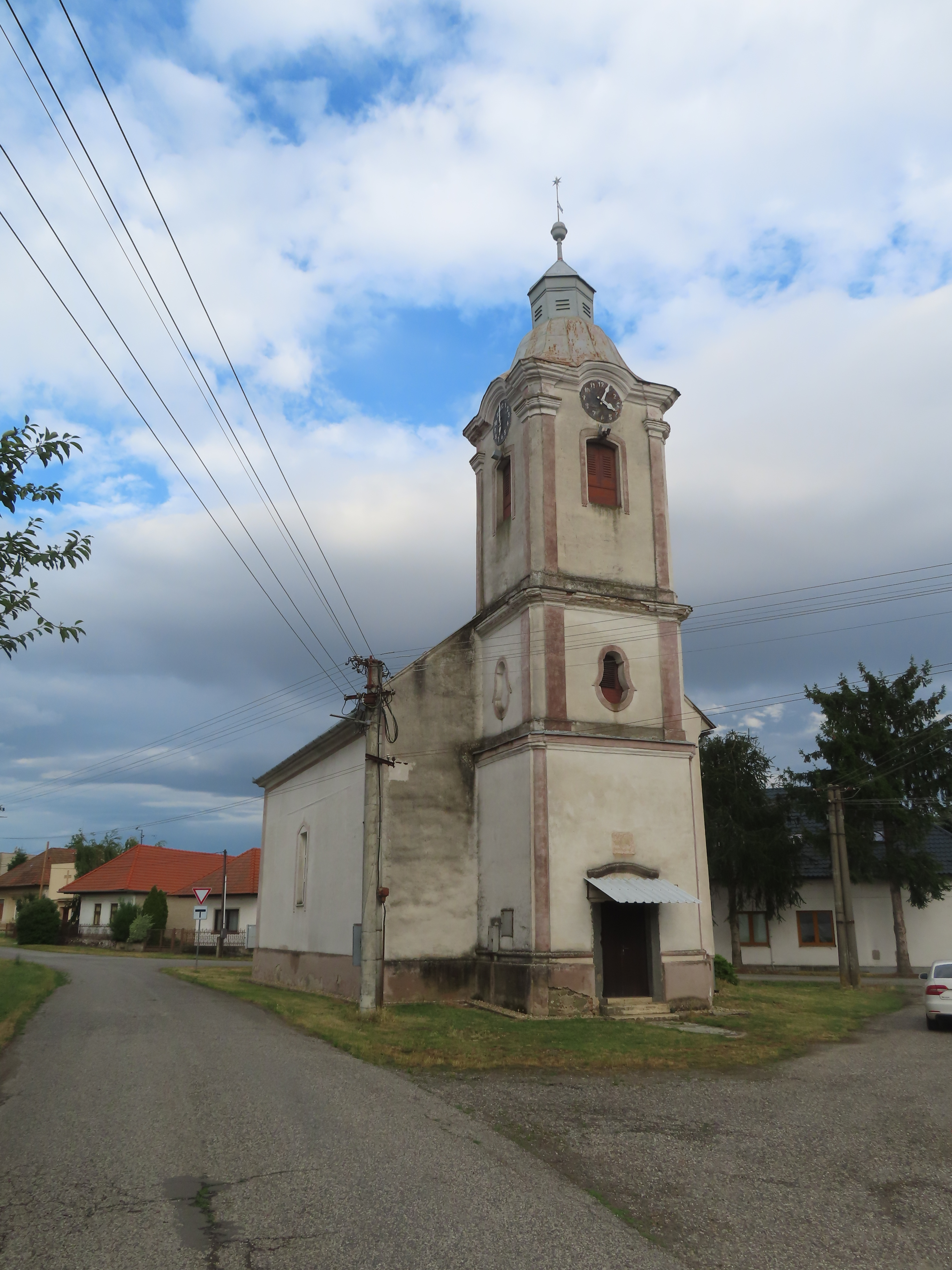
Református templom
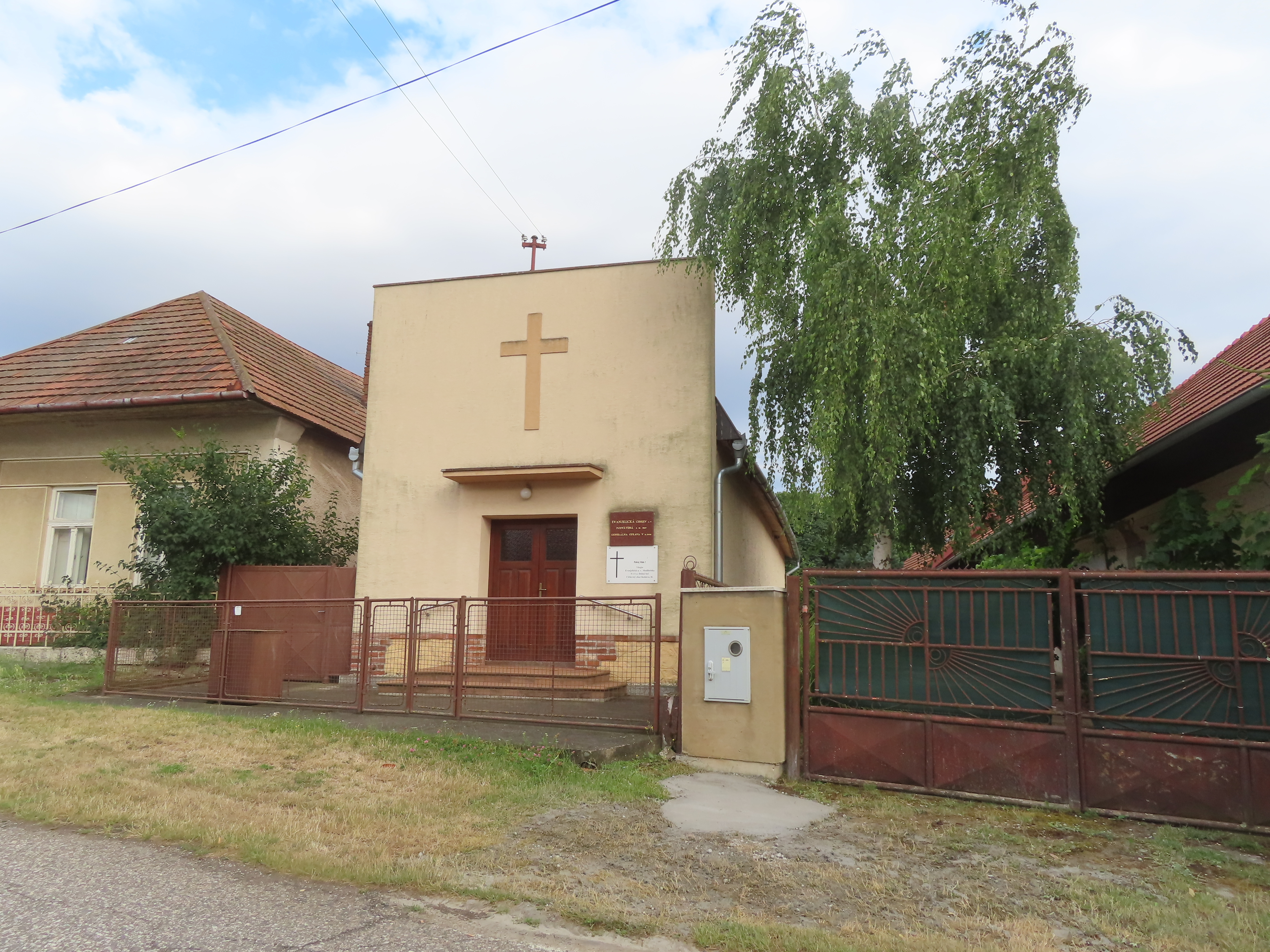
Evangélikus templom
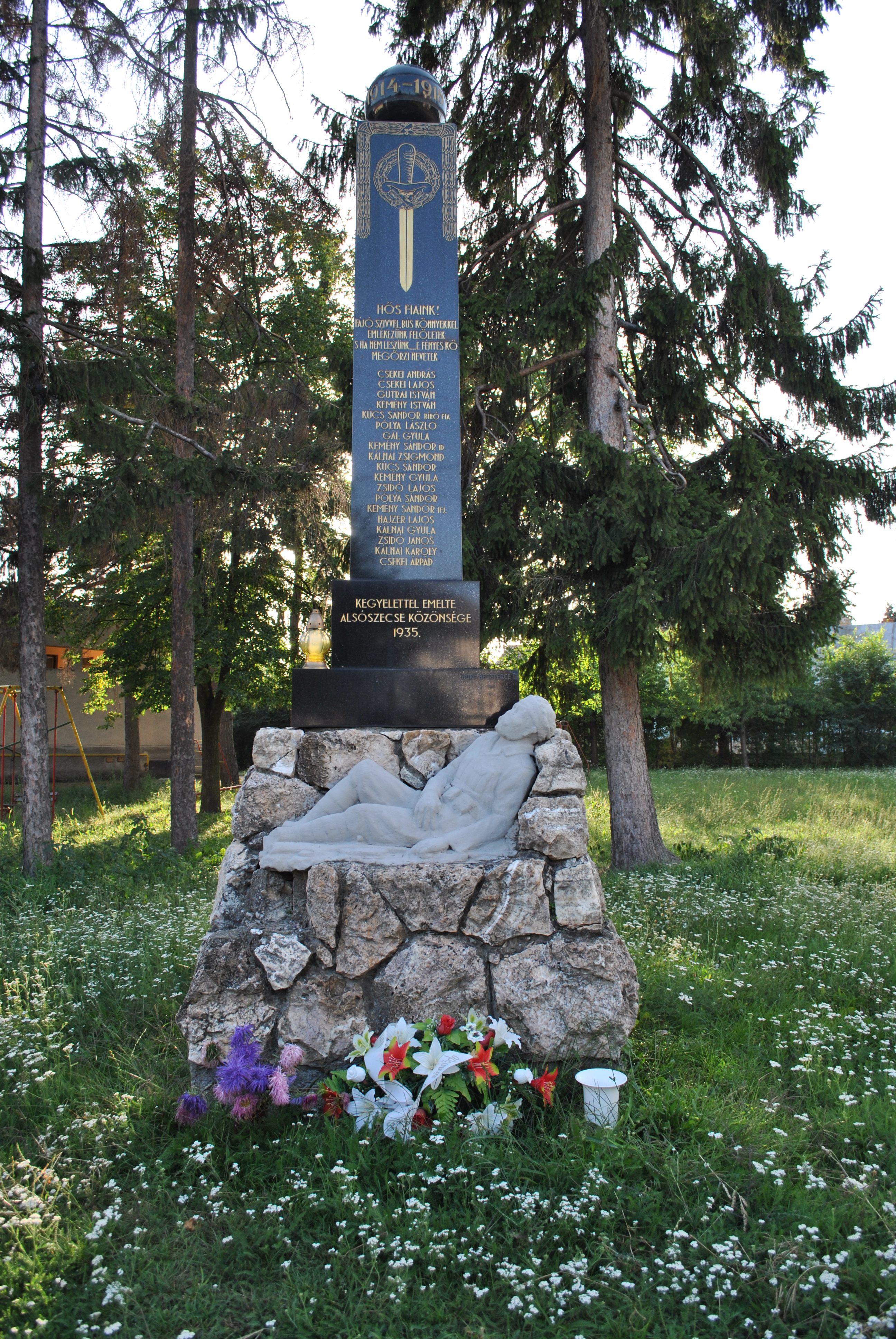

- Református kőtemploma 1784-ben épült, előtte fatemplom állt itt már a 17. században. Tornyát 1802-ben vagy 1804-ben építették hozzá.[7]